# Публий Сервилий Рулл (префект)
Пу́блий Серви́лий Рулл (лат. Publius Servilius Rullus; умер после 40 года до н. э.) — римский государственный и военный деятель из плебейского рода Сервилиев Руллов, возглавлявший конницу триумвира Октавиана в ходе Перузинского конфликта.
Существует мнение, что префект времён Перузинской войны и народный трибун 63 года до н. э. — одно и то же лицо.

## Происхождение
Публий Сервилий Рулл принадлежал к древнему патрицианскому роду, одному из шести родов, происходивших из Альба-Лонги. По всей видимости, его отцом был небезызвестный народный трибун 63 года до н. э. с тем же именем, а предполагаемым дедом — монетный триумвир 89 года, упомянутый Плинием как первый из римлян, кто подал на пиру целого кабана. Матерью Сервилия, таким образом, могла быть дочь некоего Вальгия, согласно Цицерону, нажившегося на имуществе проскрибированных в период сулланского террора.
Значение когномена Публия Сервилия — «Рулл» (Rullus) — не вполне ясно. Вместе с тем, советский филолог-антиковед Е. Фёдорова выводит происхождение агномена Квинта Фабия Максима, жившего ещё в IV веке до н. э., от Rullus (в значении «Руллов, принадлежащий Руллу»).

## Биография
В сохранившихся источниках Публий Сервилий Рулл упоминается лишь в связи с событиями Перузинской войны (впрочем, Р. Броутон осторожно отождествляет его с автором земельного закона 63 до н. э.). Тогда осенью 40 года до н. э. триумвир Марк Антоний вернулся в Италию после пребывания на Востоке, однако ему не разрешили высадиться со своим флотом в гавани Брундизия. Поэтому он осадил этот город, предварительно захватив Сипунт. Близкий друг Гая Юлия Цезаря Октавиана и способный полководец Марк Випсаний Агриппа смог отбить Сипунт, но Рулл, командовавший 1 500 всадниками, был разгромлен Антонием у города Гирия, хотя на стороне консуляра было всего 400 конников. Вскоре триумвирам удалось временно урегулировать этот инцидент, заключив Брундизийское соглашение. 
Более имя Публия Сервилия Рулла уже не фигурирует в источниках.